# Sofiivka Perșa, Dubno
Sofiivka Perșa (în ucraineană Софіївка Перша) este un sat în comuna Verba din raionul Dubno, regiunea Rivne, Ucraina.

## Demografie
Componența lingvistică a localității Sofiivka Perșa
     Ucraineană (99,32%)
     Alte limbi (0,68%)
Conform recensământului din 2001, majoritatea populației localității Sofiivka Perșa era vorbitoare de ucraineană (99,32%), existând în minoritate și vorbitori de alte limbi.